# أندي تورنر
أندي تورنر (بالإنجليزية: Andy Turner)‏ (23 مارس 1975 في المملكة المتحدة - ) هو لاعب كرة قدم أيرلندي في مركز الوسط. شارك مع منتخب جمهورية أيرلندا تحت 21 سنة لكرة القدم. أما مع النوادي، فقد لعب مع توتنهام هوتسبير وكريستال بالاس ونادي بورتسموث ونادي دونكاستر روفرز ونادي روتشديل ونادي روذرهام يونايتد ونادي ساوثيند يونايتد ونادي نورثامبتون تاون وويكمب وندررز وهدرسفيلد تاون ووولفرهامبتون واندررز ويوفل تاون ونادي كيترينغ تاون وChasetown F.C. ‏ ونورثويتش فيكتوريا ونونيتون بورو ‏ ونادي تاموورث ونادي موور غرين لكرة القدم ونادي بوسطن يونايتد.

## وصلات خارجية
- أندي تورنر على موقع قاعدة بيانات كرة القدم.إي يو (الإنجليزية)
- أندي تورنر على موقع Soccerbase.com (لاعب) (الإنجليزية)
- أندي تورنر على موقع عالم كرة القدم.نت (الإنجليزية)